# Campanya de la Gran Companyia Catalana a Anatòlia
La campanya de la Gran Companyia Catalana a Anatòlia fou una sèrie d'enfrontaments militars que oposaren la Gran Companyia Catalana, combatent a sou de l'emperador romà d'Orient Andrònic II Paleòleg i l'Imperi Otomà a principis del segle xiv a Anatòlia. La campanya fou una victòria tàctica dels romans d'Orient, però una victòria estratègica per als otomans.
El 1303, Andrònic contractà els serveis de la Gran Companyia Catalana, un exèrcit de mercenaris almogàvers compost d'uns 6.000 homes, entre cavallers i soldats de peu, i comandat per Roger de Flor. La intenció d'Andrònic era fer servir els catalans per combatre els turcs que sotmetien les fronteres romanes a Anatòlia a una pressió creixent. Poc després de la seva arribada a l'Imperi Romà d'Orient, els catalans esclafaren un exèrcit turc que assetjava el Cap de l'Artaqui i salvaren la ciutat de Cízic. En pocs mesos, la Gran Companyia Catalana aconseguí expulsar els turcs de l'oest d'Anatòlia. Els catalans envestien els seus enemics a tal velocitat que aquests no tenien temps d'utilitzar de manera eficaç la seva principal arma, l'arc. Roger de Flor arribà fins a la Porta del Ferro, a les muntanyes del Taure, on els almogàvers derrotaren un gran exèrcit de turcs i s'empararen d'un enorme botí. El cap de la Gran Companyia Catalana rebé com a feu tota la regió, excepte les ciutats, i feu servir la seva creixent influència per fer-se nomenar cèsar.
Tanmateix, les relacions entre els catalans i les poblacions locals eren de tot menys fluides. Els homes de Roger de Flor, especialment els almogàvers, cometeren tantes atrocitats que els habitants trobaven a faltar l'ocupació turca. Els romans d'Orient tampoc no eren del tot innocents en aquest afer. A Magnèsia, els habitants aprofitaren que Roger de Flor havia marxat en campanya per confiscar el botí de la Companyi i, quan aquesta tornà a buscar-lo, li tancaren les portes de la ciutat. Quan els catalans ja preparaven el setge de Magnèsia, Andrònic els cridà a Europa per lluitar contra els búlgars.
De fet, el 1305 el tsar búlgar Teodor envaí el territori imperial i es preparava a atacar els ports del mar Negre. Miquel IX provà de rebutjar-lo, però fou derrotat a Adrianòpolis. Afamat de venjança, cridà Roger de Flor. Tanmateix, la marina romana d'Orient veia els catalans amb mals ulls i s'oposà a la seva arribada, per la qual cosa Miquel escrigué al seu germà que l'ús dels serveis de la Companyia hauria provocat el motí de la flota romana d'Orient.
Així doncs, quan els catalans de Roger de Flor, tot just havent creuat el Bòsfor, s'aturaren a Gal·lípoli, Andrònic els demanà que tornessin a Anatòlia. Roger de Flor, exasperat per aquest canvi d'ordres, s'hi negà i demanà a l'emperador que pagués els seus homes, però només rebé un import modest.
El gener del 1307, Roger de Flor fortificà la península, mentre que els turcs atacaren Filadelfia. A Filadelfia els catalans massacraren un exèrcit otomà sencer, de 20.000 homes, sense fer presoners.</ref mentre el rei de Sicília preparava una expedició per a la conquesta de Constantinoble. Andrònic, desesperat, es reconcilià amb Roger de Flor, que fou nomenat cèsar i rebé com a feu la província d'Àsia. Roger es preparava per atacar els turcs amb 3.000 homes, la situació millorava i els catalans desembarcaren a Àsia. Tanmateix, Miquel convidà Roger a un sumptuós banquet en honor seu a Adrianòpolis i, el 7 d'abril del 1307, el feu matar pels alans, un altre cos de mercenaris al servei de l'emperador, juntament amb el seu seguici.
Seguidament, Miquel atacà Gal·lípoli amb l'objectiu de prendre de la ciutat a la resta de la Companyia, ara comandada per Berenguer d'Entença, que hi havia arribat amb nou galeres catalanes. L'atac fracassà, però la Companyia patí moltes baixes.
Dirigits per Berenguer d'Entença, els catalans massacraren tots els habitants grecs de Gal·lípoli i hi crearen una espècie d'estat independent, però poc després Berenguer d'Entença fou capturat pels genovesos. La Companyia ja tan sols comptava 206 cavallers i 1.256 soldats de peu i mancava de líder efectiu quan l'emperador Miquel, confiant en la seva superioritat numèrica, l'atacà, però fou derrotat en la batalla d'Apros, el juliol del mateix any.
L'emperador romà d'Orient feu massacrar tots els catalans i aragonesos que vivien a Constantinoble, però l'Imperi, ja gairebé sense tropes, no pogué impedir la Venjança Catalana, durant la qual la Companyia arrasà Tràcia i Macedònia durant dos anys.
Finalment la Companyia Catalana s'emparà del Ducat d'Atenes el 1318, deixant l'Imperi Romà d'Orient devastat.
A partir d'aquest moment, els otomans pogueren comptar amb el suport de part de la població d'Anatòlia per reconquerir el territori que els havien pres els catalans, car els habitants havien estat víctimes dels seus saquejos.
Aquesta fou l'última vegada que un emperador romà d'Orient partí en campanya a Anatòlia al capdavant d'un gran exèrcit. La devastació provocada per la Companyia Catalana aplanà el camí cap a la reconquesta de les terres anatòliques pels otomans.